# MRGPRE
Mas-sličan G-protein spregnuti receptor, član E je protein koji je kod ljudi kodiran MRGPRE genom.

## Literatura
1. ↑  Dong X, Han S, Zylka MJ, Simon MI, Anderson DJ (2001). „A diverse family of GPCRs expressed in specific subsets of nociceptive sensory neurons”. Cell. 106 (5): 619—32. PMID 11551509. doi:10.1016/S0092-8674(01)00483-4.
2. ↑  „Entrez Gene: MRGPRE MAS-related GPR, member E”.

## Dodatna literatura
- Strausberg RL; Feingold EA; Grouse LH;  . (2003). „Generation and initial analysis of more than 15,000 full-length human and mouse cDNA sequences.”. Proc. Natl. Acad. Sci. U.S.A. 99 (26): 16899—903. PMC 139241 . PMID 12477932. doi:10.1073/pnas.242603899.
- Vassilatis DK; Hohmann JG; Zeng H;  . (2003). „The G protein-coupled receptor repertoires of human and mouse.”. Proc. Natl. Acad. Sci. U.S.A. 100 (8): 4903—8. PMC 153653 . PMID 12679517. doi:10.1073/pnas.0230374100.
- Gerhard DS; Wagner L; Feingold EA;  . (2004). „The status, quality, and expansion of the NIH full-length cDNA project: the Mammalian Gene Collection (MGC).”. Genome Res. 14 (10B): 2121—7. PMC 528928 . PMID 15489334. doi:10.1101/gr.2596504.